# Seohyun
Seo Joo-hyun (hangul: 서주현; hanja: 徐朱玄; rr: Seo Ju-hyeon; MR: Sŏ Chu-hyŏn; Guro-dong, 28 de junho de 1991), mais conhecida na carreira musical por seu nome artístico Seohyun (hangul: 서현; hanja: 徐玄; rr: Seo-hyeon; MR: Sŏ-hyŏn), é uma cantora, atriz e compositora sul-coreana. Realizou sua estreia no cenário musical em agosto de 2007 no grupo feminino Girls' Generation, que se tornou um dos artistas sul-coreanos mais vendidos e um dos grupos femininos mais populares da Coreia do Sul. Mais tarde, em 2012, ela estreou como integrante da subunidade Girls' Generation-TTS. Além de sua carreira musical, ela estabeleceu-se como atriz com participações em versões originais e adaptas de musicais, incluindo Moon Embracing the Sun, Gone With the Wind e Mamma Mia!. Seohyun também teve um papel coadjuvante na série de televisão Moon Lovers: Scarlet Heart Ryeo (2016).
Em 2017, Seohyun lançou seu primeiro extended play, Don't Say No, fazendo dela a terceira integrante a estrear como cantora solo. No mesmo ano, ela deixou a S.M. Entertainment, embora ainda permaneça promovendo como integrante do Girls' Generation. Em março de 2019, ela juntou-se à Namoo Actors.

## Primeiros anos
Seohyun nasceu em 28 de junho de 1991 sob o nome de Seo Ju-hyun, sendo a única filha de sua família. Sua mãe era presidente de uma escola de piano e Seohyun foi ensinada a tocar piano, assim como violinos e tambores tradicionais coreanos em sua infância. Ela também aprendeu a andar a cavalo e patinar quando era criança. Seus pais não a encorajaram a se tornar uma celebridade, mas Seohyun os creditou como aqueles que a ajudaram a escolher sua carreira, deixando-a experimentar coisas diferentes. Como estudante do quinto ano, Seohyun foi descoberta por um caçador de talentos enquanto andava em um trem do metrô. Ela cantou canções infantis para sua audição na SM Entertainment e foi aceita como trainee. Seohyun citou BoA, S.E.S e Fin.K.L. como suas principais influências para se tornar uma cantora, expressando: "Eu achei legal mostrar e comunicar as emoções através de músicas".

### 2007-10: Estréia e início de carreira
Em agosto de 2007, Seohyun fez sua estréia oficial como o membro do grupo feminino Girls' Generation. O grupo ganhou popularidade significativa após o lançamento de seu single "Gee" em 2009.
O trabalho solo de Seohyun envolveu principalmente músicas gravadas para projetos paralelos e trilhas sonoras originais. Embora eles não tenham alcançado muito sucesso comercial. Seu dueto intitulado "JjaLaJaJJa", com a cantora Joo Hyun-mi, recebeu uma indicação para "Trot Music of the Year" no Mnet Asian Music Awards de 2009. Em 2010-2011, Seohyun apareceu no programa de variedades da MBC, We Got Married, ao lado do Yonghwa do CNBLUE. Além disso, Seohyun foi escalada como dubladora da versão sul-coreana do filme de animação Despicable Me (2010) e sua sequência Despicable Me 2 (2013), junto com Taeyeon. Ela interpretou o personagem Edith, que é conhecida por possuir uma atitude rebelde.

### 2012-16: TTS e atuação musical
Em abril de 2012, um subgrupo de Girls' Generation chamado Girls' Generation-TTS foi formado com Seohyun e seus colegas Taeyeon e Tiffany. O EP de estréia, Twinkle, teve muito sucesso e se tornou o 8º álbum mais vendido do ano na Coreia do Sul. Além de contribuir com seus vocais para Girls' Generation e TTS, Seohyun começou a se tornar mais ativa na composição de letras. Ela co-escreveu as músicas "Baby Maybe" e "XYZ" (I Got a Boy, 2013) e foi creditada como a única letrista de "Only U" (Holler, 2014) e "Dear Santa" (Dear Santa, 2015).
Em 2013, a carreira de ator de Seohyun começou quando ela foi escalada em um pequeno papel no drama Passionate Love da SBS. Ela interpretou Han Yu-rim, um estudante de veterinária e primeiro amor do personagem principal masculino. A diretora Bae Tae-sub disse que a persona de Seohyun "é perfeitamente compatível com o papel dela" e "sua compreensão e expressividade do personagem superam as de uma atriz novata". Seohyun, auto-descrito como alguém que gosta de cantar e atuar, começou a se interessar pelo teatro musical. Ela nomeou a atriz musical Ock Joo-hyun, que mais tarde se tornou sua mentora, como sua principal influência. Embora ela quisesse estar em um musical por muito tempo, ela rejeitou as ofertas de elenco porque se sentia despreparada. Em janeiro de 2014, seu desejo foi cumprido quando ela aceitou seu primeiro papel de atriz musical. Seohyun fez sua estréia teatral no musical Moon Embracing the Sun, que foi adaptado do romance de mesmo nome. Seohyun desempenhou o papel principal, Yeon-woo, a filha de uma família nobre que tem um relacionamento amoroso com o rei e seu irmão.
Em janeiro de 2015, Seohyun foi escalada para o papel de Scarlett O'Hara na versão coreana de Autant en emporte le vent, um musical francês baseado em Gone with the Wind. Ela recebeu uma revisão encorajadora por seu desempenho. Seon Mi-gyeong da OSEN disse que, embora o desempenho de Seohyun não possa superar o de Bada, que compartilhou o mesmo papel, sua "voz feroz" elogiou e expressou com sucesso uma arrogante Scarlett O'Hara. Kim Hyun-joong do Sports Chosun notou a atuação ocasional de Seohyun "desajeitada", mas comparou-a a Ock Joo-hyun durante seus dias de rookie e disse que "sua habilidade de trazer emoção através da música, a parte mais importante de um musical, rivalizava com a de um ator veterano. Apesar de uma curta carreira, ela nos mostrou inúmeras cores e encantos peculiares da vida de uma mulher." De fevereiro a junho de 2016, Seohyun foi escalada para a versão coreana do musical Mamma Mia!. Ela interpretou uma personagem chamada Sophie, uma noiva de 20 anos, que espera descobrir quem é seu pai biológico no dia do casamento. Kim Geum-yeong do CNB Journal comentou sobre a melhora de Seohyun em suas apresentações musicais anteriores, elogiando sua "atuação natural" e "lado ousado", enquanto Park Jeong-hwan, da News1, afirmou que a performance de Seohyun tornou o musical "ainda mais divertido". Em seguida, Seohyun interpretou papéis coadjuvantes no filme romântico chinês So I Married An Anti-fan e o drama histórico da SBS, Moon Lovers: Scarlet Heart Ryeo; este último lhe rendeu um prêmio especial em ação no 2016 SBS Drama Awards.

### 2017-presente: Estréia solo e saída da SM Entertainment
Em janeiro de 2017, Seohyun estreou como solista com o EP Don't Say No, seguindo os passos de seus colegas Taeyeon e Tiffany. Tamar Herman, da Billboard, observou que o álbum apresentava uma "nova maturidade" para a cantora. Don't Say No se posicionou no primeiro lugar de Gaon Album Chart. Para acompanhar seu lançamento solo, ela realizou um concerto intitulado "Love, Still - Seohyun", parte de uma série de shows de artistas da SM Entertainment.
Depois de participar no drama online da OnStyle, Ruby Ruby Love, Seohyun estrelou como protagonista no drama de fim de semana da MBC, Bad Thief, Good Thief.
Em outubro de 2017, Seohyun deixou a SM Entertainment depois que seu contrato terminou. Suas futuras atividades com a Girls' Generation continuam em discussão.
Em 2018, Seohyun foi escalada como a protagonista feminina no melodrama da MBC, Time.

## Discografia

### Extended plays
- 2017: Don't Say No

## Filmografia

### Cinema
| Ano  | Título                                                   | Papel       | Notas                             | Ref    |
| ---- | -------------------------------------------------------- | ----------- | --------------------------------- | ------ |
| 2010 | Despicable Me                                            | Edith (voz) | Papel principal, dublagem coreana |        |
| 2012 | I AM. – SM Town Live World Tour in Madison Square Garden | ela mesma   | Filme Biográfico da SM Town       | [ 41 ] |
| 2013 | Despicable Me 2                                          | Edith (voz) | Papel principal, dublagem coreana |        |
| 2014 | My Brilliant Life                                        | ela mesma   | Cameo junto com Taeyeon e Tiffany | [ 42 ] |
| 2015 | SMTown The Stage                                         | ela mesma   | Filme Documentário da SM Town     | [ 43 ] |
| 2016 | So I Married An Anti-fan                                 | Irene       | Antagonista                       |        |
| 2022 | Love and Leashes                                         | Jung Ji Woo | Papel principal, dublagem coreana |        |
| 2022 | Holy Night: Demon Hunters                                | Sharon      | Papel principal, dublagem coreana |        |

### Reality Shows e Programas de Variedades
Além de aparições na televisão com Girls' Generation, Seohyun também apareceu nos seguintes programas de televisão:
| Ano  | Título                          | Papel             | Rede    | Notas                                    |
| ---- | ------------------------------- | ----------------- | ------- | ---------------------------------------- |
| 2007 | Kimcheed Radish Cubes           | Girls' Generation | MBC     | Cameo                                    |
| 2008 | Unstoppable Marriage            | Bool Gwang Dong   | KBS     | Participação especial                    |
| 2013 | Passionate Love                 | Han Yoo-rim       | SBS     | Coadjuvante                              |
| 2015 | The Producers                   | ela mesma         | KBS     | Cameo junto com Taeyeon e Tiffany {ep 1} |
| 2015 | Warm and Cozy                   | Hwang Yura        | MBC     | Cameo                                    |
| 2016 | Scarlet Heart: Ryeo             | Woo-Hee           | SBS     | Coadjuvante                              |
| 2016 | Weightlifting Fairy Kim Bok-joo | Hwan-Hee          | MBC     | Cameo                                    |
| 2017 | Ruby Ruby Love                  | Lee Ruby          | OnStyle | Protagonista                             |
| 2017 | Bad Thief, Good Thief           | Kang So-Joo       | MBC     | Protagonista                             |
| 2018 | Time                            | Seol Ji-hyun      | MBC     | Protagonista                             |
| 2020 | Private Lives                   | Cha Joo-Eun       | JTBC    | Protagonista                             |
| 2022 | Jinxed At First                 | Lee Seul Bi       | KBS2    | Protagonista                             |
| 2023 | Song of the Bandits             | Nam Hee Shin      | Netflix | Protagonista                             |

### Teatro Musical
| Ano  | Título                 | Papel           | Notas           |
| ---- | ---------------------- | --------------- | --------------- |
| 2014 | Moon Embracing the Sun | Heo Yeon-woo    | Papel principal |
| 2015 | ...E o Vento Levou     | Scarlett O'Hara | Papel principal |
| 2016 | Mamma Mia!             | Sophie Sheridan | Papel principal |